# 人民团结 (巴西)

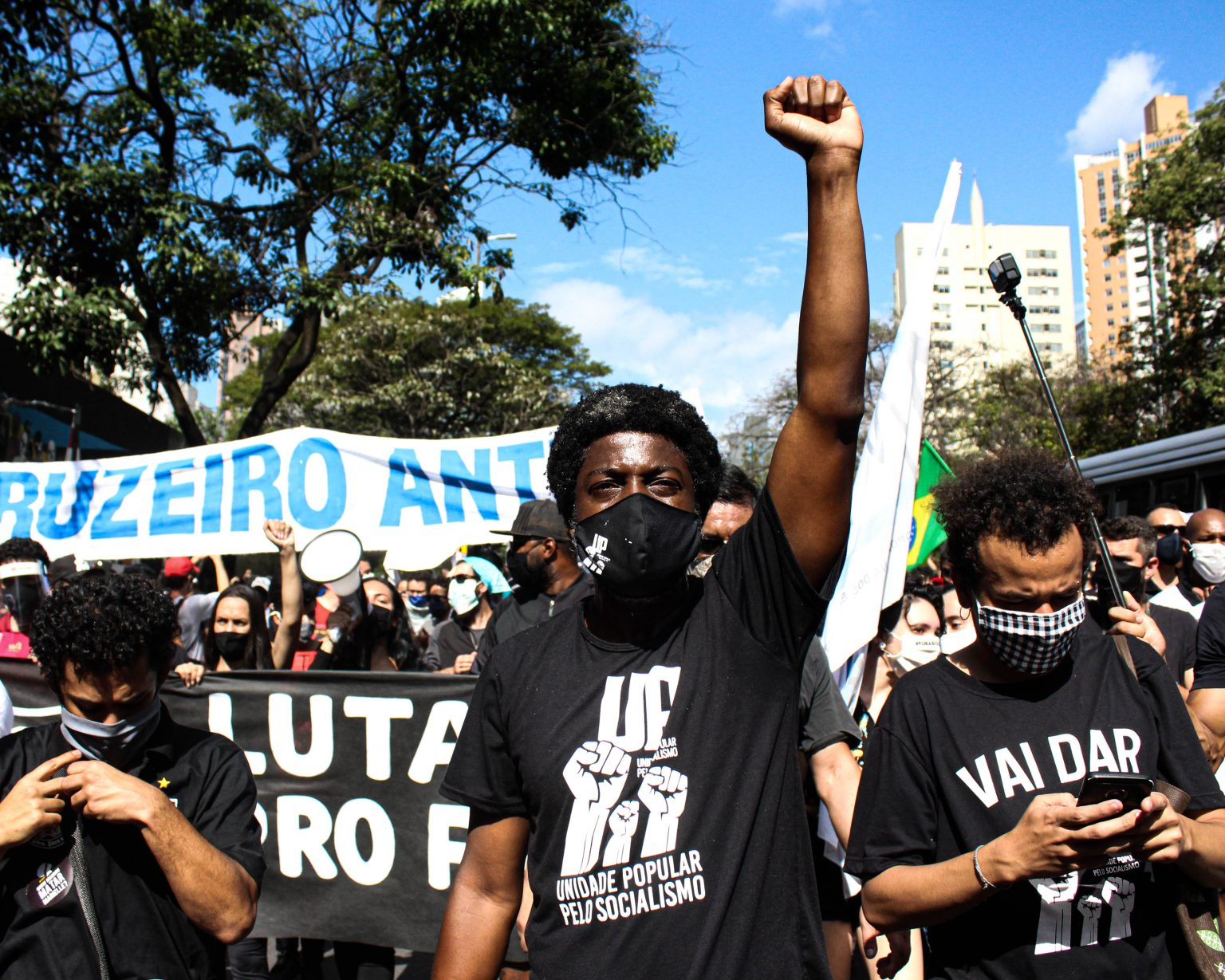
人民团结主席莱昂纳多·佩里克莱斯

人民团结（葡萄牙語：Unidade Popular，缩写为UP）是巴西的一个左翼政党，为革命共产党用以参加选举的外围组织。2016年6月16日，该党成立；2019年12月10日，该党成为注册政党。该党的意识形态是社会主义、反资本主义、马克思主义。该党的主席是莱昂纳多·佩里克莱斯。该党的总部位于巴西利亚。